# Sacra Famiglia con san Giovannino (Parmigianino)
La Sacra Famiglia con san Giovannino è un dipinto a tempera su tela (177,5x128,5 cm) del Parmigianino, databile al 1528 circa e conservato nel museo nazionale di Capodimonte a Napoli. 

## Storia
L'opera stette a palazzo Farnese a Roma fino al 1662, quando fu spedita a Parma e conservata prima al Palazzo del Giardino e poi nella Galleria Ducale: nella Descrizione del 1725 è ricordata come uno dei più bei capolavori esposti. Finì poi a Napoli con tutte le collezioni della famiglia e dopo essere stata esposto qualche anno a Palazzo Reale, fu trasferita al Palazzo degli Studi.
L'attribuzione a Parmigianino è pressoché indiscussa, mentre la datazione dell'opera ha acceso le controversie tra gli studiosi, con oscillazioni tra il soggiorno romano (1524-1527) e quello bolognese (1527-1530). Isolata, la Freedberg parlò addirittura per secondo periodo parmense (1530-1539). La tecnica e lo stile usati fanno pensare con più probabilità al periodo bolognese: i colori minerali, tipici degli affreschi e la tempera stesa con una preparazione collosa, il cosiddetto "guazzo". Vasari infatti ricordò come il Parmigianino a Bologna dipinse due tele a guazzo "per Maestro Luca di Leuti".
A Parma se ne conoscono due copie antiche, nella Galleria Nazionale e nel Palazzo Comunale. Si conoscono quattro disegni preparatori, alla Royal Library del castello di Windsor (inv. 0346), alla Galleria nazionale di Parma (inv. 510/5), al British Museum (1905-11-10-18) e all'Ashmolean Museum di Oxford (inv. 446).

## Descrizione e stile
La scena rappresenta il riposo durante la fuga in Egitto, dove secondo i vangeli apocrifi Gesù incontrò il piccolo san Giovannino. La scena mostra il Bambino addormentato su una pietra coperta da un lenzuolo, allusione alla morte e la deposizione sul sudario, con la testa su un cuscino rosso. Lo veglia Maria, che accarezza anche il battista che, reggendo la croce fatta di canne, appare dietro al Bambino a sinistra. Più lontano si vede Giuseppe che sta leggendo un voluminoso libro in piedi. Interessanti notazioni naturalistiche si trovano nello sfondo, con un grosso tronco inclinato e infestato dai funghi, mentre a sinistra si apre un sintetico paesaggio con un paese tra le montagne. 
Quello che è stato definito il più "raffaellesco e classico" dei dipinti di Parmigianino sembra sviluppare l'idea della Madonna del Diadema blu di Raffaello. Attinenze si trovano inoltre con opere romane, quali la Visione di san Girolamo, o con opere viste a Roma, come la Madonna del velo di Sebastiano del Piombo (1525) oggi alla Národní galerie di Praga.